# 阿根廷地理
阿根廷位于南美洲南部，与智利、巴西、巴拉圭、乌拉圭、玻利维亚接壤，边界线总长25728公里。阿根廷面积约278万平方公里，为南美洲第2大国，世界排名第8位。

## 地貌
阿根廷主要山脉有奥霍斯·德萨拉多山、梅希卡纳山。最高点为阿空加瓜山，海拔6964米，也是南美洲最高峰。山地面积占全国面积的30%。

### 河流湖泊
巴拉那河（拉普拉塔河），为南美第二大河，全长4700公里。乌拉圭河、巴拉圭河是拉普拉塔河的支流。主要湖泊有布宜诺斯艾利斯湖、奇基塔湖、阿根廷湖、别德马湖等。
阿根廷的河流按流域面积计算，为：
1. La Plata，拉普拉塔河，流域面积为81.79万平方公里。占该国面积39.3%。（这里的拉普拉塔河流域不包括南萨拉多河、桑博龙邦河。但南萨拉多河、桑博龙邦河也可视为拉普拉塔河流域的一部分。）
2. Colorado，科罗拉多河，流域面积为39.06万平方公里。
3. Salado del Sur，南萨拉多河，流域面积为17万平方公里。
4. Negro，内格罗河，流域面积为13.23万平方公里。
5. Dulce，杜尔塞河（内流河），8.99万平方公里。
6. Chubut，丘布特河，流域面积为5.38万平方公里。
7. Abaucán，阿包坎河（内流河），4.34万平方公里。
8. Quinto，金托河（内流河），3.44万平方公里。
9. Santa Cruz，圣克鲁斯河，流域面积为3.06万平方公里。
10. Coig，科伊克河，流域面积为2.08万平方公里。
11. Deseado，德塞阿多河，流域面积为1.45万平方公里。
12. Samborombón，桑博龙邦河，流域面积为1.15万平方公里。
13. Malargüe，马拉圭河（内流河），1.06万平方公里。

### 湿地
伊贝拉湿地位于阿根廷东北部，为一生物多样化地区，有鸟类数百种，昆虫达数千种。　

## 气候
北部属亚热带湿润气候；中部属亚溫帶沙漠气候，南部为海洋性气候。

## 自然资源
阿根廷矿产资源较为丰富，主要有石油、天然气、煤炭、铁、银等。 水力资源比较丰富。森林面积占全国面积22%。

## 领土主张
阿根廷主张的领土有福克兰群岛、南乔治亚和南桑威奇群岛和阿根廷南极属地。福克兰群岛和南乔治亚和南桑威奇群岛目前由英国实控，而阿根廷南极属地的主权要求根据南极条约体系目前处于冻结状态。